# Liothorax plagiatus
Liothorax plagiatus är en skalbaggsart som beskrevs av Carl von Linné 1767. Liothorax plagiatus ingår i släktet Liothorax och familjen Aphodiidae. Inga underarter finns listade i Catalogue of Life.